# Tiefenpsychologie

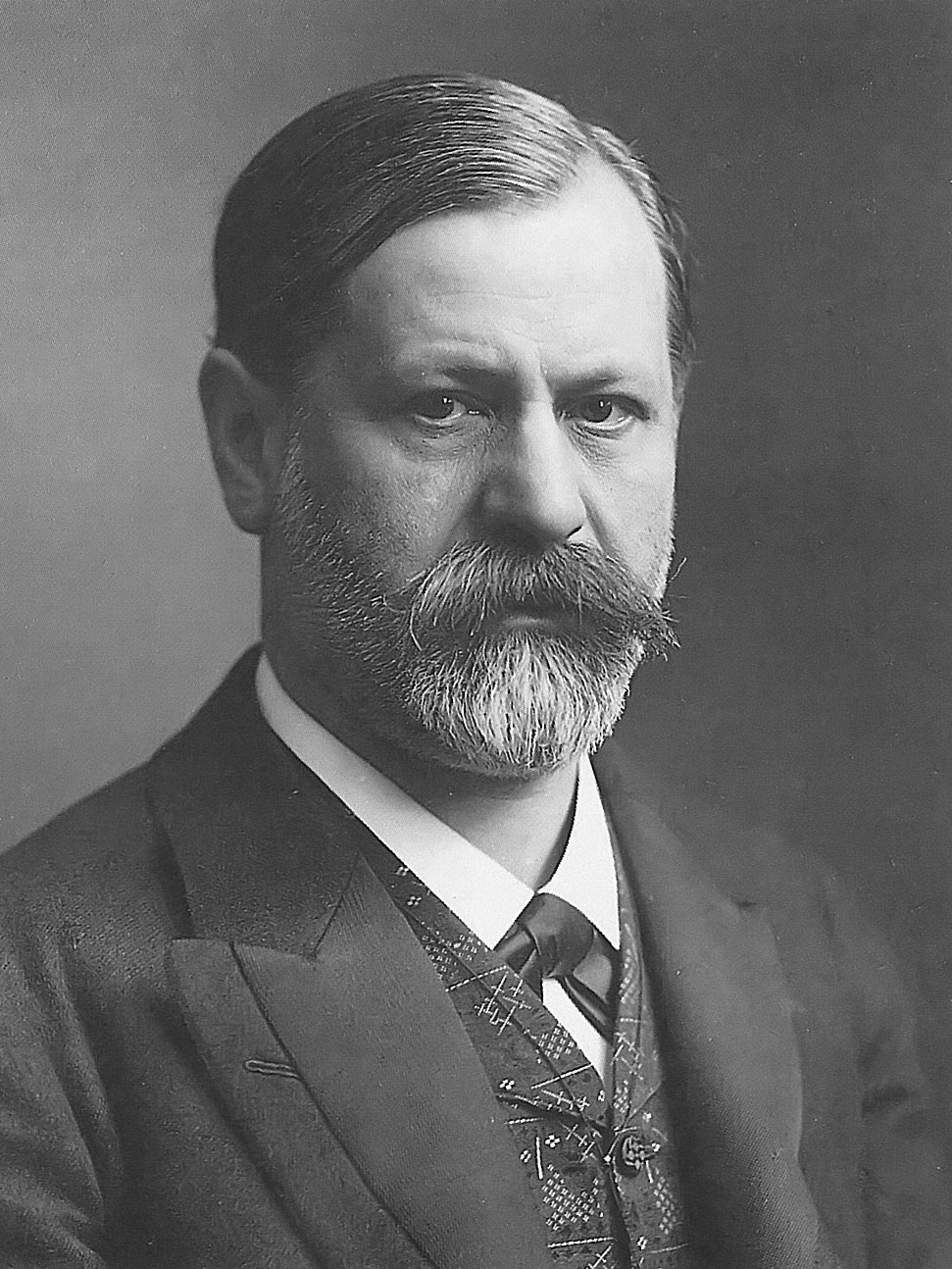
Sigmund Freud (1856–1939) gilt als Begründer der Tiefenpsychologie

Der Begriff Tiefenpsychologie fasst alle psychologischen und psychotherapeutischen Ansätze zusammen, die den unbewussten seelischen Vorgängen einen hohen Stellenwert für die Erklärung menschlichen Verhaltens und Erlebens beimessen. Die zentrale Vorstellung der Tiefenpsychologie ist, dass „unter der Oberfläche“ des Bewusstseins in den Tiefenschichten der Psyche weitere, unbewusste Prozesse ablaufen, die das bewusste Seelenleben stark beeinflussen.
Diese Ansicht wurde bereits vor Sigmund Freud in der Philosophie (Leibniz, Schopenhauer, Nietzsche) und der Literatur der Romantik vertreten, doch Freud war der erste, der diese Annahme systematisch untersuchte und dann aus seinen Erkenntnissen die tiefenpsychologische Schule der Psychoanalyse begründete. Den von Eugen Bleuler eingeführten Begriff Tiefenpsychologie verwendete Freud ab 1913, um zwischen seiner Psychoanalyse und der in der akademischen Psychologie damals vorherrschenden Bewusstseinspsychologie zu unterscheiden.
Bekannte tiefenpsychologische Schulen sind neben der Psychoanalyse die von Carl Gustav Jung geprägte Analytische Psychologie und die von Alfred Adler entwickelte Individualpsychologie. Alle diese Richtungen der Tiefenpsychologie sind der Auffassung, dass dem bewussten Erleben und Verhalten Prozesse der Triebregulation und Konfliktverarbeitung zugrunde liegen. Diese in der „Tiefe“ des Unbewussten ablaufenden psychischen Prozesse werden von Trieben und anderen motivationalen Vorgängen bestimmt.
Die Art der jeweiligen Triebkraft stellt einen zentralen Unterschied zwischen den drei genannten tiefenpsychologischen Schulen dar: Während Freud dem Sexualtrieb eine große Bedeutung zumisst, steht für Jung eine unspezifische Triebenergie und für Adler das Machtstreben im Zentrum der seelischen Antriebskräfte.

## Grundlegende Annahmen der Tiefenpsychologie
Die hier vorgestellten Begriffe bilden gewissermaßen den „kleinsten gemeinsamen Nenner“ der Tiefenpsychologie, dem alle Schulrichtungen im Wesentlichen zustimmen würden.

### Das (dynamische) Unbewusste

Modell der Psyche nach Sigmund Freud

Die Vorstellungen der Tiefenpsychologie sind, entgegengesetzt zu den Theorien über die Psyche in der Kognitionspsychologie und im Behaviourismus, vor allem durch die Annahme eines dynamischen Unbewussten als wesentlicher und hochwirksamer Teil unseres psychischen Lebens geprägt. Diese Annahme besagt, dass
- viele unserer mentalen Vorgänge unbewusst ablaufen
- ein Teil dieser unbewussten mentalen Vorgänge ganz anderen Funktionsprinzipien bzw. Gesetzmäßigkeiten gehorcht (s. u.) als die bewussten Vorgänge. Dieser Teil übt eine große Wirkungskraft auf unser Erleben und Verhalten aus und wird in der Tiefenpsychologie als (dynamisches) Unbewusstes bezeichnet. Das Attribut „dynamisch“, das manchmal hinzugefügt wird, soll es von denjenigen mentalen Vorgängen abheben, die zwar auch nicht bewusst registriert werden, aber nicht den besonderen Prinzipien des „eigentlichen“ Unbewussten gehorchen (siehe auch Psychodynamik).

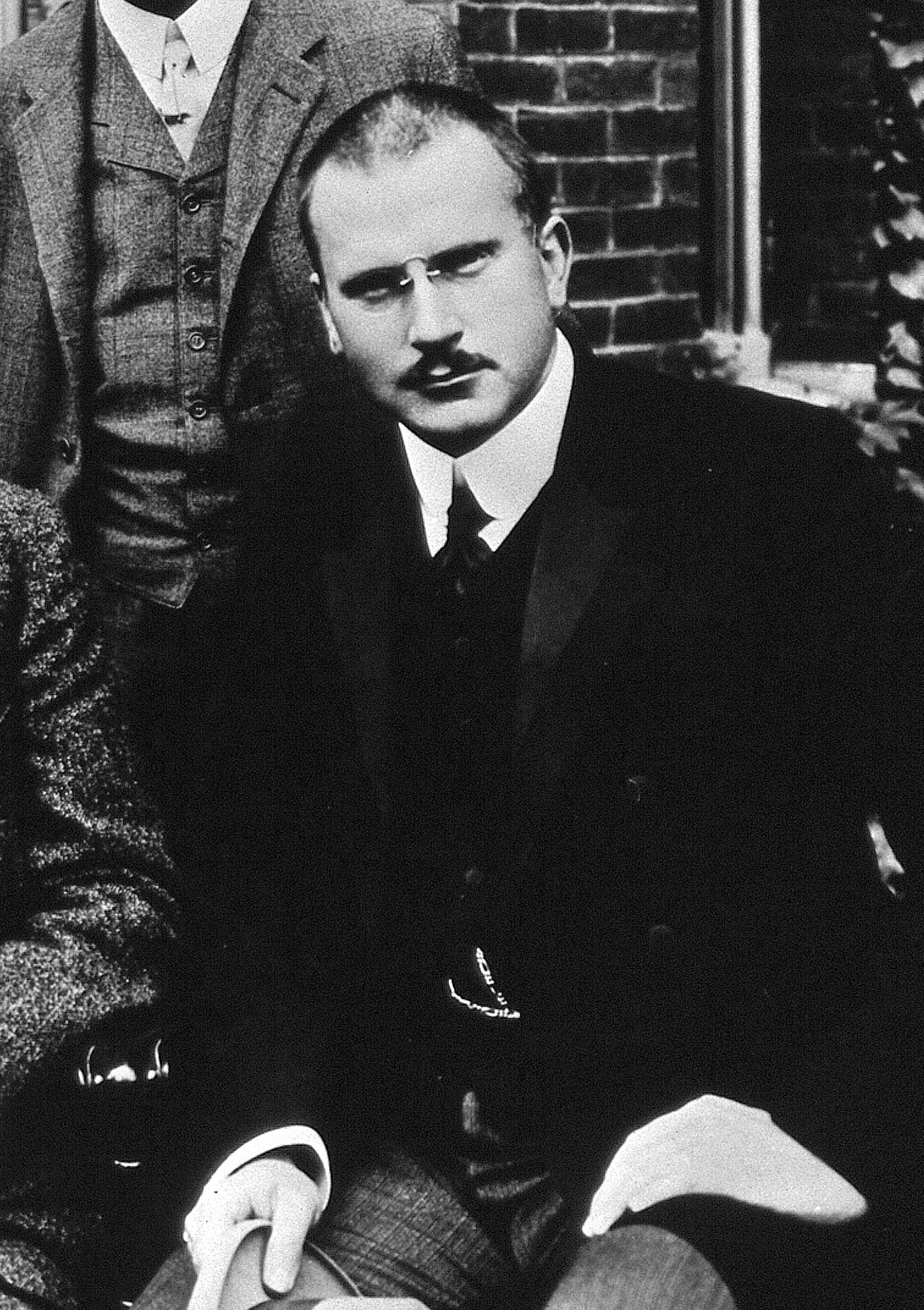
Carl Gustav Jung (1875–1961)

Bekannte Beispiele für die Wirkung unbewusster Prozesse sind („Freudsche“) Fehlleistungen (z. B. Versprecher, die verborgene Gedanken bzw. Motive des Sprechers zum Ausdruck bringen; unbewusst motiviertes Vergessen, Verlaufen, Verlegen usw.);
Abwehrmechanismen wie Projektion (unerwünschte Tendenzen der eigenen Person werden bei anderen wahrgenommen bzw. „angesiedelt“); Traumgedanken bzw. -bilder. Das Unbewusste wird in der Tiefenpsychologie auch als „Ort“ der wesentlichen Triebkräfte des Seelenlebens angesehen (von Freud in seinem Instanzenmodell der Psyche „Es“ genannt). Später gebraucht Freud den Begriff „unbewusst“ jedoch v. a. adjektivisch. Er meint damit nicht mehr nur eine Eigenschaft der psychischen Instanz „Es“, auch das Ich und das Über-Ich haben unbewusste Anteile.
Nach Freud charakterisieren folgende Eigenschaften das Unbewusste:
- Alogik: die Gesetzmäßigkeiten der Logik gelten hier nicht und haben auf die Inhalte des Unbewussten keinen Einfluss.
- Widersprüchlichkeit: im Unbewussten können Gegensätze identisch sein bzw. ihr jeweiliges Gegenteil bedeuten. Freud verweist in diesem Zusammenhang auf die Sprache, in der manche Worte, sog. „Urworte“, einen gegensätzlichen Sinn haben können (lat.: altus = „hoch“ : „tief“ oder sacer = „heilig“ : „verflucht“).
- Zeitlosigkeit: Vorgänge im Unbewussten haben keine Beziehung zur Zeit, sind also nicht zeitlich geordnet.

Die Vorstellung, dass es mit dem Unbewussten einen weiteren Bereich der Psyche gibt, der nach ganz anderen Gesetzmäßigkeiten wirkt als das Bewusstsein, ist von der akademischen Psychologie lange Zeit abgelehnt worden. Um die empirisch-experimentelle Überprüfung tiefenpsychologischer Hypothesen hat sich die Gestaltpsychologie verdient gemacht – dabei konnten einige Hypothesen bestätigt werden, für andere wurden Modifikationen vorgeschlagen (vgl. dazu die Arbeiten von Wolfgang Metzger).

### Verdrängung
Ein wichtiges Konzept innerhalb aller tiefenpsychologischen Schulen ist der psychische Mechanismus der Verdrängung. Freud definierte die Verdrängung ursprünglich als „Erinnerungsabwehr“ schmerzhafter, emotional unangenehmer Erinnerungen aus dem Bewusstsein. „Abwehr“ ist eine eher aktive Leistung des „Ichs“ im Freud’schen Sinne, die der innerpsychischen Konfliktbewältigung dient und u. a. auch andere Formen der Abweisung aus dem Bewusstsein umfasst, wie beispielsweise die Verleugnung.

### Übertragung und Gegenübertragung
Eine „Übertragung“ liegt vor, wenn jemand Erwartungen (z. B. Rollenerwartungen), Wünsche, Befürchtungen oder Vorstellungen, die sich in früheren wichtigen Beziehungen gebildet haben, an das Verhalten oder die Eigenschaften anderer Personen richtet. Diese Erwartungen bilden nun eine Art Schablone, die wiederbelebt wird, wenn das Beziehungsmuster eine ähnliche Struktur aufweist wie zu der ursprünglichen Bezugsperson (z. B. Vater – Chef).
In einer klassischen psychoanalytischen Therapie nach Freud ist die Entwicklung einer Übertragungsbeziehung zum Analytiker ausdrücklich gewollt und wird durch das psychoanalytische Behandlungssetting gefördert (Liegen auf der Couch, der Psychoanalytiker sitzt außerhalb des Gesichtsfeldes usw.). Der Sinn ist, dass die verinnerlichten konflikthaften Gefühle (Ängste, Scham- oder Schuldgefühle usw.) zu den ursprünglichen Bezugspersonen in der Beziehung zum Analytiker wiederbelebt und -erlebt werden sollen („Übertragungsneurose“), aber nun mit Hilfe des Analytikers neu verarbeitet werden können. Freud fasste diesen Prozess mit den Begriffen „Erinnern, Wiederholen und Durcharbeiten“ zusammen und sagte, man könne die Neurose nun einmal nicht „in Abwesenheit“ (in effigie) erschlagen.
Eine Übertragung vergangener, prägender Beziehungsmuster findet aber keineswegs nur in einer psychoanalytischen Beziehung statt, sondern in nahezu allen zwischenmenschlichen Beziehungen – auch in anderen Psychotherapieformen, wo diese Prozesse jedoch in der Regel unerkannt bleiben und nicht thematisiert werden.
Als „Gegenübertragung“ bezeichnet man die emotionale Reaktion eines Analytikers auf den Analysanden (bzw. auf dessen aus Übertragungsphänomenen hervorgehende Handlungen und Äußerungen). Analytiker haben gelernt, auf ihre Gefühlsreaktionen (Gegenübertragungen) auf den Analysanden genau zu achten und sie als wichtige Informationsquelle über dessen innere Konflikte und über das Beziehungsgeschehen im psychoanalytischen Prozess zu nutzen.

### Die Bedeutung der frühen Kindheit
In allen drei Hauptströmungen der Tiefenpsychologie gilt die Entwicklung in der Kindheit als bestimmend für die spätere Persönlichkeit. Auch die Ursachen für psychische Störungen werden zumeist in der frühen Kindheit gesehen. Eine Bedeutung kommt hier vor allem der Interaktion zwischen dem Kind und den wichtigen Bezugspersonen zu.

## Anfänge der Tiefenpsychologie

### Sigmund Freud

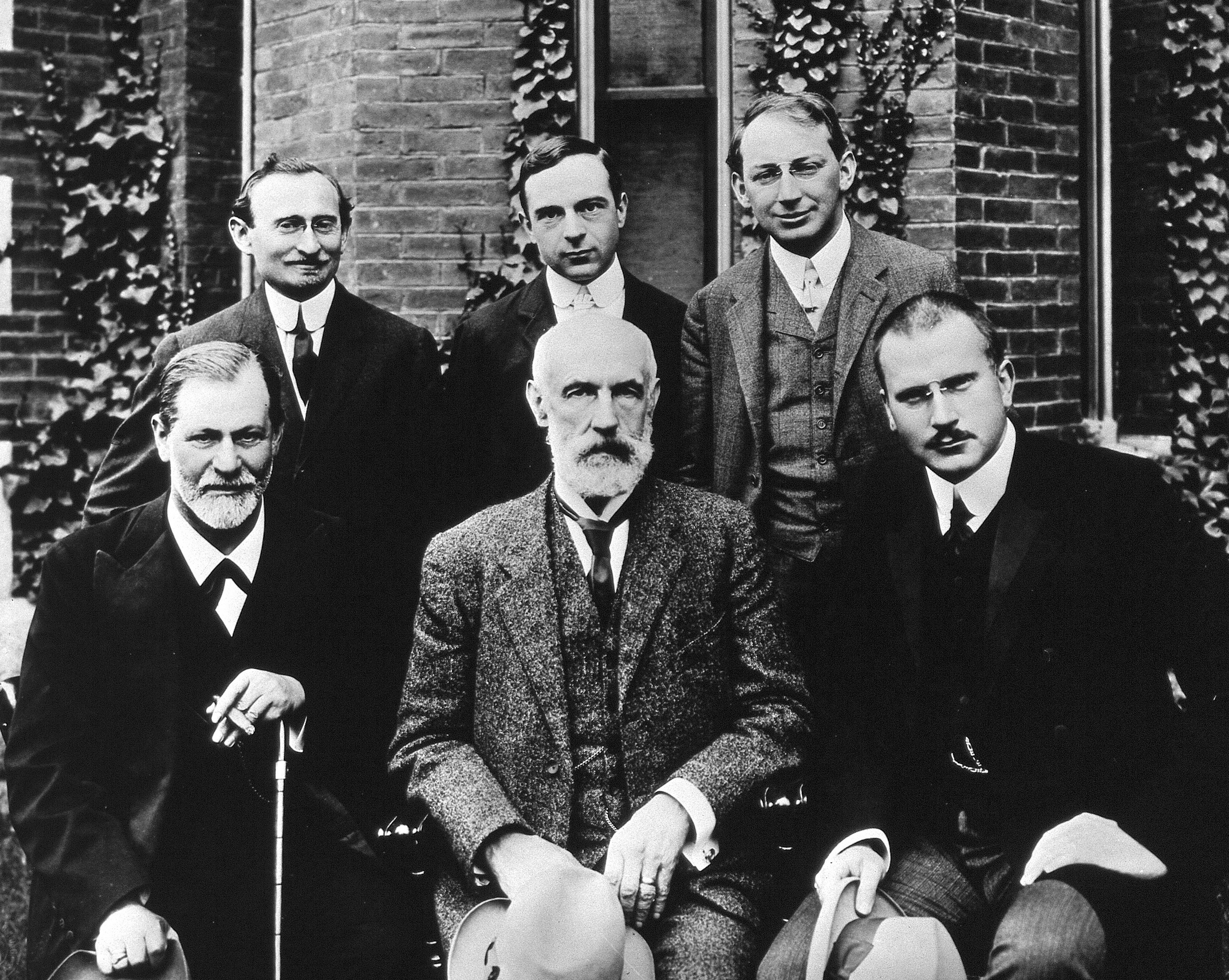
Jung (rechts unten) und Freud (links unten) vor der Clark University

Freud sah zunächst als Beweis für das Unbewusste die so genannte posthypnotische Suggestion an, worunter verstanden wird, dass Befehle, die einem hypnotisierten Probanden suggeriert werden, nach dem Erwachen aus der hypnotischen Trance ausgeführt werden, obwohl sich der Proband nicht an den Befehl erinnert. Diesen Ansatz zur Behandlung von Hysterie übernahm Freud auch zunächst von Jean-Martin Charcot. Für das Konzept des Unbewussten bedeutet dies, dass der Befehl, obwohl sich der Proband nicht daran erinnern kann, so viel an Spannung besitzt, dass er ihn ausführt, obwohl er sich darüber wundert, warum er es macht. Oft fanden die Probanden für das Ausführen der posthypnotischen Suggestion „Ausreden“. Sie versuchten, sich ihre Handlung durch simple, aber scheinbar logische Absichten zu erklären, ohne sich dabei an die in hypnotischer Trance suggerierten Befehle erinnern zu können. Auch ist der Freud’sche Versprecher oder die Freud’sche Fehlleistung für eine Annäherung an den Begriff des Unbewussten gebraucht worden.

### Carl Gustav Jung
Jung sah als Beweis für das Unbewusste seine Assoziationsexperimente. Er rief den Probanden einige genau festgelegte Wörter zu. Die Probanden sollten so schnell wie möglich das Erste antworten, was ihnen in den Sinn kam. Bei diesem Experiment fiel Jung auf, dass einige der Wörter merkwürdige Reaktionen auslösten. Die Assoziationen zu manchen Wörtern wurden gestört. Sie waren zu langsam oder enthielten Assoziationen, die auf einen konflikthaften Zusammenhang schließen ließen (Beispiel: Arzt: Wolke – Proband: Luft; aber: Arzt: Mutter – Proband sehr spät: Friedhof). Aus diesem Zusammenhang schloss Jung, dass es abseits des Bewusstseins konflikthafte Zusammenhänge gibt, die er als Komplexe bezeichnete, und die – obwohl unbewusst – die bewusste Absicht stören können.
Jung nahm außerdem an, dass es neben dem persönlichen Unbewussten ein weiteres gibt, das kollektive Unbewusste (als tiefere Form des Unbewussten, siehe Archetypus). Er sah dieses gewissermaßen als Lagerstätte des psychischen Erbes der Menschheitsgeschichte an, welches sich analog zum Körper während der Evolution entwickelt habe und durch sie geprägt werde.

### Alfred Adler
Adler sah den Menschen – wie es der Name seiner Individualpsychologie andeutet – als einzigartige Einheit, in der sich Körper und Seele nicht nur gegenseitig beeinflussten, sondern auch auf analoge Weise funktionierten. Ähnlich wie der Körper eine Organminderwertigkeit auszugleichen versucht, versucht die Psyche ein Minderwertigkeitsgefühl durch ein Geltungs- oder Vollkommenheitsstreben zu überwinden. Alle psychischen Möglichkeiten des Individuums wie emotionale Erlebnisfähigkeit, psychisches Profil (Charakter) und Intelligenz bilden sich nach Adler grundlegend in der frühen Kindheit, in der interaktiven Auseinandersetzung mit den ersten Beziehungspersonen je nach Anforderung und Förderung heraus. Diese frühen Lebenseindrücke bestimmen gemäß Adler den meist unbewussten Lebensplan des Menschen, das heißt, wie er sich selbst und seine Umwelt wahrnehmen kann, wie er das Verhalten seiner Mitmenschen interpretiert und wie er die drei Lebensaufgaben – Arbeit, Liebe, Gemeinschaft – löst. In dieser Zeit kann sich auch das für die Adler’sche Lehre zentrale Gemeinschaftsgefühl entwickeln, das Gefühl des vertrauten Aufgehobenseins zwischen den Mitmenschen. Für die Individualpsychologen im Sinne Adlers ist es ein Gradmesser für die seelische Gesundheit des Individuums, welches sich dann in seiner Beziehung zur Gemeinschaft und seinem wechselseitigen Einfluss auf diese förderlich ausgestalten und verankern kann. Negatives Gemeinschaftsgefühl als Grundbefindlichkeit verursacht je nach Schweregrad einen latenten Minderwertigkeitskomplex und parallel dazu ablaufendes, d. h. ein das mangelhaft vorhandene Gemeinschaftsgefühl kompensierendes, überhöhtes Geltungsstreben ausgeprägt beispielsweise in Form von dem Individuum unbewusstem Dominanzverhalten, einen nervösen Charakter, eine Neurose oder eine den ganzen Menschen umfassende Psychose. Diese Erkenntnisse bilden Adlers Neurosenlehre, mit der die Grundlage für die Heilung dieser seelischen Krankheiten durch die individualpsychologische Psychotherapie und deren Vorbeugung durch die Erziehungslehre gelegt wurde.

### Moderne Forschungsgrundlagen
Neuere Untersuchungen bestätigen teilweise diese aus den Anfängen der Tiefenpsychologie (1890–1920) stammenden Experimente. Beispiel: In einigen Untersuchungen zu den Konversionsstörungen wurden „hysterisch“ blinden Menschen, also Menschen, bei denen aufgrund einer psychischen Störung die visuelle Wahrnehmung abhandengekommen war, verschiedene visuelle Reize vorgelegt. Wenn die Probanden keinen Grund hatten, ihre Blindheit vor den Untersuchern aufrechtzuerhalten, waren die Testergebnisse ähnlich denen gesunder Probanden. Wenn die Probanden allerdings Grund hatten, ihre Blindheit vor den Untersuchern aufrechtzuerhalten, schnitten sie bei den Tests unterdurchschnittlich ab – und zwar noch schlechter, als ein aus physiologischen Gründen Erblindeter unter Berücksichtigung zufällig richtiger Antworten abgeschnitten hätte. Daraus kann man schließen, dass es tatsächlich unbewusste Motivationen für menschliches Verhalten gibt.
Die Grundlagen für eine normale oder eine irritierte Entwicklung wird in der Tiefenpsychologie durch die direkte Beobachtung von Säuglingen und Kleinkindern zum Beispiel mit dem Setting Fremde Situation von Mary Ainsworth untersucht und diagnostiziert.
Auch einige Ergebnisse der modernen Hirnforschung zeigen große Ähnlichkeiten zu den Theorien und Modellen der Tiefenpsychologie. Demnach ist absichtsvolles Handeln nicht generell vom „bewussten“ Willen gesteuert, sondern vor allem von den Emotionen. Des Weiteren wurde ein Bereich im Stirnhirn identifiziert, der das Modell des Über-Ichs zu bestätigen scheint. Auch gibt es große vergleichbare Ergebnisse zur Schichtentheorie = bewusst – vorbewusst – unbewusst (Es, Ich und Über-Ich = dynamisches Modell) (siehe hierzu vor allem: Mark Solms & Karen Kaplan-Solms: Neuropsychoanalyse auch: Hans Markowitsch).
Aufgrund seiner biologischen Ausstattung kann der Mensch gegenüber seinen Mitmenschen ein Mitgefühl entwickeln. Aktuelle Untersuchungen (Manfred Spitzer, Gerald Hüther et al.) der Hirnforschung machen die sogenannten Spiegelneuronen für diese Fähigkeit verantwortlich. Damit wird die individualpsychologische Konzeption des Gemeinschaftsgefühls und der sozialen Natur des Menschen bestätigt.
Die Tiefenpsychologie bedient sich darüber hinaus geisteswissenschaftlicher Methoden, vor allem der Hermeneutik, des Konstruktivismus, der Systemtheorie (Psyche als System) sowie der Phänomenologie.

## Kritik an der Tiefenpsychologie
Kritik an der Tiefenpsychologie findet sich vor allem aus den Reihen anderer psychologischer Paradigmen. Es wird vor allem kritisiert, dass die Theorien und Modelle der Tiefenpsychologie durch nicht hinreichend wissenschaftlich fundierte Methoden konstruiert wurden. Die tiefenpsychologischen Theorien der normalen psychosozialen Entwicklung von Kindern zu Erwachsenen seien rückwirkend durch die Interpretation der Kindheitserinnerungen und Träume erwachsener Psychotherapiepatienten entstanden. Die Folge sei ein Menschenbild, das Defizite und Konflikte als zentrale Grundlagen der normalen Entwicklung betrachte.
Im Gegensatz zum tiefenpsychologischen Ansatz werden beispielsweise die Grundannahmen der kognitiven Verhaltenstherapie mittels empirisch-statistischer Forschungsmethoden entwickelt. Zwar gründen sich die Tiefenpsychologie und die Psychoanalyse ebenfalls auf empirische Methoden, allerdings sind diese, wenn überhaupt, nur schwer oder über Umwege nachvollziehbar bzw. verifizierbar. Das tiefenpsychologische Paradigma entzieht sich dem in der naturwissenschaftlichen Theoriebildung üblichen Falsifikationsprinzip, das besagt, dass Hypothesen so formuliert sein müssen, dass sie empirisch prinzipiell widerlegbar sind. Die Einführung vieler theoretischer Konstrukte führt dazu, dass sich das tiefenpsychologische Gedankengebäude immer wieder selbst bestätigt, da immer wieder alternative Erklärungen aus dem tiefenpsychologischen Ideenfundus herangezogen werden können, um sich einer Falsifikation zu widersetzen. Das naturwissenschaftlich-empirische Methodenprinzip der Einfachheit (Ockhams Rasiermesser) der Theorienbildung ist damit verletzt.

## Weitere tiefenpsychologische Ansätze
Weitere durch die Tiefenpsychologie fundierte Ansätze sind:
- Autogenes Training (AT)
- Dynamische Gruppenpsychotherapie (DG) nach Raoul Schindler
- Hypnosepsychotherapie (HY) nach Milton Erickson
- Katathym-Imaginative Psychotherapie (KIP) nach H.C. Leuner
- Funktionelle Entspannung nach Marianne Fuchs (FE)
- Konzentrative Bewegungstherapie (KBT)
- Transaktionsanalytische Psychotherapie (TA) nach Eric Berne
- Co-Counselling
- Tiefenpsychologische Familientherapie (Horst-Eberhard Richter, Jürg Willi, Helm Stierlin)
- Gruppenpsychotherapie (analytisch) (Peter Fürstenau und viele andere)
- Themenzentrierte Interaktion (TZI) nach Ruth Cohn
- Bonding (Psychotherapie) (N.I.P.) nach Daniel Casriel
- Positive Psychotherapie (PPT) nach Nossrat Peseschkian
- Transpersonale Psychologie

In Deutschland werden im Wesentlichen zwei tiefenpsychologische Psychotherapieformen von den Krankenkassen (im Rahmen der Psychotherapierichtlinien) finanziert:
- Analytische Psychotherapie und
- Tiefenpsychologisch fundierte Psychotherapie